# Torenia spathacea
Torenia spathacea är en tvåhjärtbladig växtart som först beskrevs av Bonati, och fick sitt nu gällande namn av Fischer, Schäferhoff och Müller. Torenia spathacea ingår i släktet Torenia och familjen Linderniaceae. Inga underarter finns listade i Catalogue of Life.